# Societat Coral l'Espiga
Societat Coral l'Espiga és una societat coral fundada a Barcelona el 1926 per Pere Riera i Soler com un cor d'homes vinculat a la idea de Cor d'Anselm Clavè. Fins al 1936 va tenir el seu estatge al Cercle Familiar Cortsenc, conegut popularment com "el Casinet". El mateix any va guanyar el primer premi en el concurs de caramelles de Barcelona, i aviat va actuar a diversos indrets dels Països Catalans. El seu president actual és Manuel Ollés.

## Història
Des de 1936 fins a 1949 la societat va emmudir. En aquest darrer any, sota la batuta del mestre Lluís Baiget i Massip, una colla d'antics i nous cantaires van reprendre l'activitat i van anar configurant el que seria l'Espiga d'aquesta nova època. "El Casinet" ja no existia i els assaigs es feien, generalment, en cafès.
Es va presentar al públic el 1950 amb motiu de la inauguració de la Tinença d'Alcaldia situada a la Casa Consistorial de les Corts. Després de la mort del mestre Lluís Baiget, el 1953, el seu germà Josep Baiget es va fer càrrec de la direcció.
Des d'aleshores fins ara, l'Espiga ha passat diverses etapes i transformacions, passant a ser primer un cor mixt i després passant a ser un focus actiu de dinamització social durant anys, creant seccions noves i diverses, com l'esbart, el teatre, els escacs, la pintura, etc. Es va estancar en les seves activitats a mitjans de la dècada dels noranta, però després va ressorgir tot fent un gran esforç per a obrir-se i apropar-se més al veïnat i adaptant els seus espais, construint un nou casal adaptat a les normatives actuals d'espectacles, i cercant progressivament generar espais de participació i relació social. L'Espiga està format avui per un equip proper al barri i implicat en el seu entorn.
El 1972 es va transformar en societat mixta sota la direcció del mestre Ignasi Vilajuana, i el 1983 es va inaugurar el "Casalet", primer estatge independent de la societat, que va permetre impulsar un nou ventall d'activitats com ara el teatre i la dansa, també molt importants, si bé el cant coral continua sent fonamental. L'entitat fa realitat aquests projectes a través de diferents activitats: 
- Cursos i tallers (oferta trimestral de cursos)
- Activitats culturals (exposicions, cicles de cinema, espectacles de petit format)
- Espai per joves i adolescents amb programació específica i acolliment de projectes
- Suport a les entitats i col·lectius (cessió d'espais, recursos tecnològics, contactes i suport publicitari)
- Participació en festes, actes i activitats del municipi, com la festa Major o Mostra d'entitats.
- Col·laboracions amb altres entitats i amb l'administració.

En definitiva, l'Espiga dona suport qualsevol activitat, servei, assessorament, acte, espai, persona o col·lectiu que treballi per a ajudar, enriquir, educar, entretenir i millorar la qualitat de vida de totes les persones que viuen a les Corts i els seus voltants.
El 2001 va rebre la Medalla d'Honor de Barcelona.